# Graphops punctata
Graphops punctata är en skalbaggsart som beskrevs av Blake 1955. Graphops punctata ingår i släktet Graphops och familjen bladbaggar. Inga underarter finns listade i Catalogue of Life.